# L'Importance d'être Constant
Pour l'adaptation, voir L'Importance d'être Constant (film).
L'Importance d'être Constant (The Importance of Being Earnest) est une comédie théâtrale de l'écrivain irlandais Oscar Wilde, créée le 14 février 1895 au St James's Theatre (en) de Londres.
L'action se déroule dans l'Angleterre victorienne. Le quiproquo à la base de l'intrigue est fondé sur le prénom du personnage principal : Constant (Ernest en anglais), frère imaginaire de Jack.

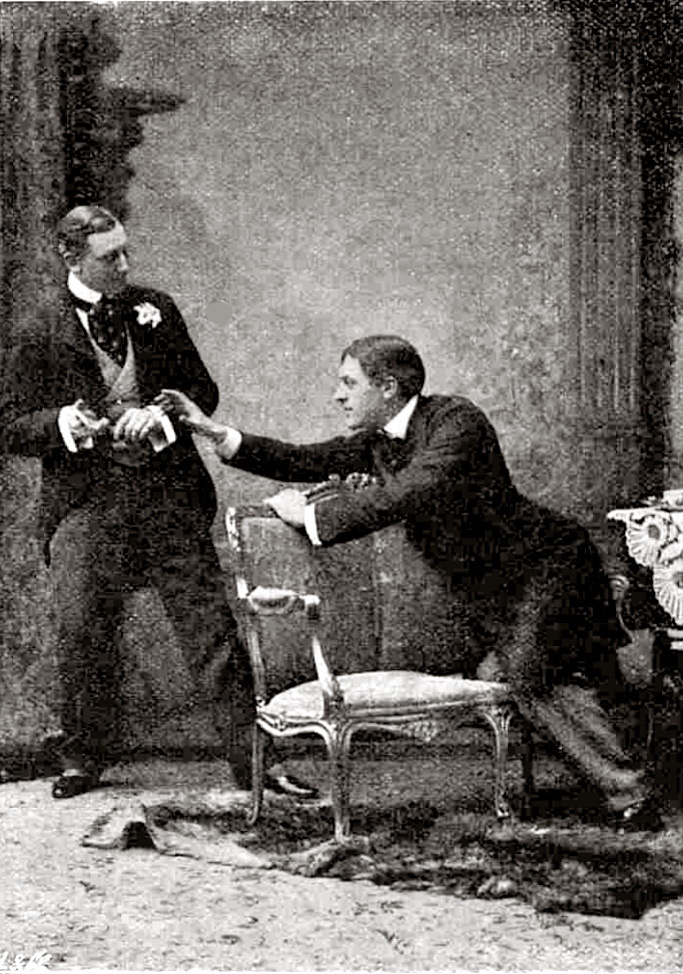
Allan Aynesworth et George Alexander lors de la création en 1895.

## La pièce
Le titre original The Importance of Being Earnest est traduit en français de diverses façons :  
- L'Importance d'être Constant ;
- L'Importance d'être Earnest ;
- L'Avantage d'être constant ;
- Il est important d'être Aimé, pour Jean Anouilh ;
- De l'importance d'être Fidèle ;
- L'Importance d'être sérieux.

Le titre de l'œuvre est à double sens : « earnest » signifie « sérieux », « fidèle », et peut également être entendu comme le prénom « Ernest », « earnest » et « Ernest » se prononçant de la même façon.
Le nom de famille de Jack, Worthing, est emprunté au nom de la ville dans laquelle séjournait Wilde lorsqu'il écrivit la pièce.

## Résumé
Le résumé présenté ici correspond à la version coupée de la pièce, réclamée avant sa première à Oscar Wilde par le directeur du Saint James Theatre. La version originale, publiée en France aux éditions Garnier-Flammarion, comporte quatre actes, impliquant notamment l'intervention de l'huissier M. Gribsby à l'acte II. 

### Acte I
La pièce s'ouvre avec Algernon Moncrieff, un jeune homme paresseux, recevant son meilleur ami, Jack Worthing, connu aussi sous le nom d'Ernest. Ernest est revenu de la campagne pour demander en mariage la cousine d'Algernon, Gwendolen Fairfax. Cependant, Algernon s'opposera à cette demande tant qu'Ernest ne lui aura pas expliqué pourquoi son étui à cigarettes porte l'inscription « De la part de la petite Cecily, avec tout son amour pour son cher oncle Jack ». « Ernest » est forcé d'admettre qu'il mène une double vie. À la campagne, il endosse une attitude sérieuse pour le bien de sa jeune pupille, l'héritière Cecily Cardew, et se fait appeler John (ou, comme surnom, Jack) tandis qu'il prétend s'inquiéter pour un jeune bon à rien de frère s'appelant Ernest et vivant à Londres. Au contraire, en ville, il assume l'identité du libertin Ernest. Algernon avoue une similaire tromperie : il prétend avoir, à la campagne, un ami invalide du nom de « Bunbury » à qui il peut « rendre visite » quand il souhaite éviter un devoir social malvenu. Jack refuse de dire à Algernon l'emplacement de sa propriété à la campagne. Entrent ensuite Gwendolen et sa mère Lady Bracknell, qu'Algernon distrait dans une autre pièce pendant que Jack fait sa demande. Gwendolen a juste le temps d'accepter les avances de Jack que le couple est surpris par Lady Bracknell qui exige un entretien immédiat avec Ernest. Horrifiée d'apprendre qu'il a été adopté après avoir été découvert dans un sac de voyage à la gare Victoria, Lady Bracknell s'oppose fermement à leur union et interdit même à sa fille de le revoir. Prévoyant de se retrouver secrètement, Jack donne à Gwendolen l'adresse de sa propriété à la campagne. Mais il est également écouté par Algernon, qui souhaite rencontrer Cecily.

### Acte II
Cecily étudie avec sa gouvernante Miss Prism dans le jardin de la propriété de Jack. Arrive ensuite Algernon, qui prétend être Ernest Worthing, le frère de Jack, et réussit à séduire Cecily. Comme Jack, il prévoit lui aussi de se faire rebaptiser « Ernest » par le révérend « Chasuble », le prénom semblant plaire particulièrement à leurs deux fiancées respectives. Décidé à abandonner sa double vie, Jack entre et annonce la mort de son frère Ernest à Miss Prism et au révérend Chasuble. Mais ses propos sont vite mis en question par la présence d'Algernon. Gwendolen arrive à son tour, après s'être enfuie de la maison. Par un concours de circonstances, elle se retrouve seule avec Cecily qui devient rapidement sa rivale, car les deux femmes se présentent toutes deux comme la fiancée d'« Ernest ». Leur animosité prend fin lorsqu'arrivent Algernon et Jack, révélant malgré eux au grand jour la supercherie, non sans décevoir les deux femmes.

### Acte III
Lady Bracknell, à la recherche de sa fille, fait irruption dans la propriété de Jack. Elle apprend avec étonnement les fiançailles d'Algernon et Cecily. Cependant, Jack refuse de donner son consentement à sa pupille tant que Lady Bracknell n'aura pas fait de même pour lui et Gwendolen. L'impasse est résolue par le retour de Miss Prism, reconnue par Lady Bracknell comme étant une ancienne nourrice de la famille qui, 28 années plus tôt, avait emmené le fils de sa sœur en promenade mais n'était jamais revenue. Miss Prism est contrainte d'avouer avoir malencontreusement oublié le bébé dans un sac de voyage à la gare Victoria, l'ayant fâcheusement confondu avec le manuscrit du roman qu'elle était en train d'écrire. Sortant le sac en question, Jack prouve qu'il est bien le bébé perdu, fils de la sœur de Lady Bracknell et donc frère ainé d'Algernon. Il acquiert ainsi une origine suffisamment respectable pour pouvoir prétendre épouser Gwendolen. Lady Bracknell informe Jack qu'il porte le même nom que son père, Ernest, au plus grand plaisir de Gwendolen. La pièce se termine joyeusement par des baisers entre les deux couples, auxquels s'ajoute celui qu'échangent le révérend Chasuble et Miss Prism.

## Adaptation

### Théâtre
- 2006 : L'Importance d'être Constant, avec Lorànt Deutsch mise en scène Pierre Laville au théâtre Antoine à Paris.
- 2011-2015 : L'Importance d'être Constant, adaptation d'Imago des Framboisiers au Laurette Théâtre à Paris.
- 2013 : L'Importance d'être sérieux (titre alternatif de la même pièce), avec Claude Aufaure, Mathieu Bisson, Mathilde Bisson, Matthieu Brion, Arnaud Denis, Marilyne Fontaine, Margaret Zenou, adaptation nouvelle de Jean-Marie Besset,  mise en scène de Gilbert Désveaux au théâtre Montparnasse à Paris.
- 2014 : The Importance of Being Earnest, dirigé par Pascal Aquien et Xavier Giudicelli, Presses de l'université Paris-Sorbonne.
- 2022 : "L‘Importance d’être Constant", adaptation de Arnaud Denis au Théâtre Hébertot à Paris[1]

### Cinéma
- 1952 : Il importe d'être Constant (The Importance of Being Earnest), film britannique réalisé par Anthony Asquith, avec Michael Redgrave.
- 1976 : L'importance d'être constant (ru), téléfilm soviétique réalisé par Aleksandr Arkadievitch Belinski (ru) diffusé pour la 1re fois le 27 décembre 1976 à la télévision.
- 2002 : L'Importance d'être Constant (The Importance of Being Earnest) film britannique réalisé par Oliver Parker[2] avec Rupert Everett et Colin Firth.

### Télévision
- 1981 : Il est important d'être aimé, téléfilm français réalisé par Pierre Sabbagh sur une mise en scène de Jacques François pour Au théâtre ce soir, avec Henri Garcin.
- 1985 : The Importance of Being Earnest, téléfilm britannique réalisé par Michael Lindsay-Hogg sur une mise en scène de Michael Attenborough.
- 1986 : The Importance of Being Earnest téléfilm britannique réalisé par Stuart Burge, avec Rupert Frazer.

### Musique
- The Importance of Being Earnest, opéra de l'Irlandais Gerald Barry, créé à Los Angeles en 2011.